# HP-7,62
HP-7.62 (азерб. Hücum Pulemyot — штурмовой пулемёт) — азербайджанский пулемёт, созданный на базе советского единого пулемёта ПКМ.

## История
Штурмовой пулемет HP-7,62 был разработан в 2012 году. В конце апреля 2013 года информация о пулемете появилась в средствах массовой информации, а 7-10 мая 2013 года демонстрационный образец пулемёта был впервые представлен на оружейной выставке IDEF-2013 в Стамбуле.
В сентябре 2018 года пулемёт был представлен на оружейной выставке ADEX-2018, а 6 ноября 2018 года Министерство оборонной промышленности Азербайджана сообщило, что HP-7,62 завершил испытания и началось его серийное производство.

## Конструкция
Даже с некоторыми техническими и тактическими характеристиками, он может составить конкуренцию израильскому пулемёту «Негев NG7» и бельгийскому пулемету «FN Minimi 7.62 Mk.3».
По словам экспертов MSN, на ствол был применен теплообменник, чтобы уменьшить влияние потока горячего воздуха из раскаленного ствола при интенсивной стрельбе по цели. Рукоять пулемёта изготовлен из высокопрочного алюминиевого сплава. Направляющие Планка Пикатинни сверху и по бокам позволяют добавлять к оружию различные тактические аксессуары.
Стрельба из оружия ведется из двуногих или треногих сошек различной конструкции и станков, установленных на боевых машинах.
Пулемет НР-7,62, имеющий регулируемую длину и пластиковую кобуру, позволяющую устанавливать щеку, может вести огонь короткими (до 10 выстрелов), длинными (до 30 выстрелов) сериями и без перерыва. Оружие весит 8,2 кг, имеет дальность стрельбы 1000 метров, общую длину 1080 мм в открытом положении, скорострельность 650—750 выстрелов в минуту, частота боевых стрельб 250 выстрелов в минуту. В пулемете используется коробка для патронной ленты нового образца. Кроме того, в оружии использовалась специально разработанная подставка, которая используется как подставка для стрельбы сидя и стоя.

## Страны-эксплуатанты
- Азербайджан — в 2021 году некоторое количество пулемётов имелось на вооружении сил специальных операций Азербайджана[1]